# Станкевич Галина Леонардівна
Станкевич Галина Леонардівна (23 лютого 1918 року — 2002 року) — український економіко-географ, кандидат географічн. наук, доцент Київського національного університету імені Тараса Шевченка.

## Біографія
Народилася 23 лютого 1918 року в Полоцьку, Білорусь. З 1935 рок працює викладачем географії, історії та природознавства в школах Охтирського району Сумської області. У 1940—1941 роках — завідувачка міським кабінетом в місті Ліда (Білорусь). У 1941—1944 роках вчитель географії та історії в селі Грязне Тепловського району Оренбурзької області. Закінчила 1944 року Уральський Казахський державний педагогічний інститут зі спеціальності «викладач географії». У 1944—1946 роках — директор школи в Охтирці. У 1946—1948 роках науковий працівник з географії кабінету соціально-економічних наук Республіканської партійної школи при ЦК КП України (Київ). У 1948—1955 роках — викладач географії Київської спеціалізованої школи Військово-повітряних сил. Закінчила 1957 року аспірантуру Науково-дослідного інституту педагогіки України (Київ). У 1957 році науковий співробітник відділу методики географії НДІ педагогіки України. У Київському університеті працює з 1962 року викладачем, старшим викладачем, доцентом кафедри економічної географії. Кандидатська дисертація «Методика изучения районного обзора в курсе экономической географии СССР» захищена у 1963 році. Читала курси: «Економічна географія СРСР», «Розміщення продуктивних сил», «Урал», «Західний Сибір», «Методика викладання географії». Фахівець з методики викладання географії.

## Нагороди і відзнаки
Відмінник народної освіти 1951 року.

## Наукові праці
Автор понад 50 наукових праць. Основні праці:
1. Характеристика економічних районів. УРСР. — К., 1963 (у співавторстві).
2. Аграрно-територіальні і аграрно-промислові комплекси Житомирської області. — К., 1972 (у співавторстві).
3. Географія УРСР. — К., 1981 (у співавторстві).
4. Легка промисловість / Економічний географічний збірник. — К., 1969. № 7.